# Mispairing PCR
La mispairing PCR (reazione a catena della polimerasi disaccoppiante) è un procedimento per la replicazione di parti del DNA che consente la rilevazione della presenza di determinati geni.
In dettaglio consente, insieme ad altre applicazioni, di creare siti di restrizione per particolari enzimi, laddove non fossero presenti naturalmente, con l'uso di primers (oligonucleotidi) contenenti una o più basi non complementari (mispair) alla reale sequenza da amplificare.
La condizione necessaria per l'appaiamento fra il primer e il frammento di DNA che si vuole replicare è che, oltre alla serie di basi all'estremità 5' a monte delle basi che non si appaiano, almeno le ultime 2 basi all'estremità 3' del primer siano complementari alla sequenza genica che si vuole replicare. Questa tecnica può essere sfruttata per individuare mutazioni o varianti alleliche di un gene, infatti, disegnando mispairing primers la cui estremità 3' si appai appena a monte della base da verificare è possibile creare un sito di restrizione solo nel caso in cui sia presente una determinata variante allelica, permettendo di rilevare la mutazione nel materiale genetico sottoposto a test.
Questo procedimento permette di trovare le marcature genetiche di determinate malattie in individui ancora sani, permettendo una terapia precoce.